# Asclepias galeottii
Asclepias galeottii är en oleanderväxtart som beskrevs av Fourn.. Asclepias galeottii ingår i släktet sidenörter, och familjen oleanderväxter. Inga underarter finns listade i Catalogue of Life.